# Pleurotellus chioneus
Pleurotellus chioneus är en svampart som först beskrevs av Christiaan Hendrik Persoon, och fick sitt nu gällande namn av Robert Kühner 1926. Pleurotellus chioneus ingår i släktet Pleurotellus och familjen Inocybaceae.   Inga underarter finns listade i Catalogue of Life.